# Bain de bouche

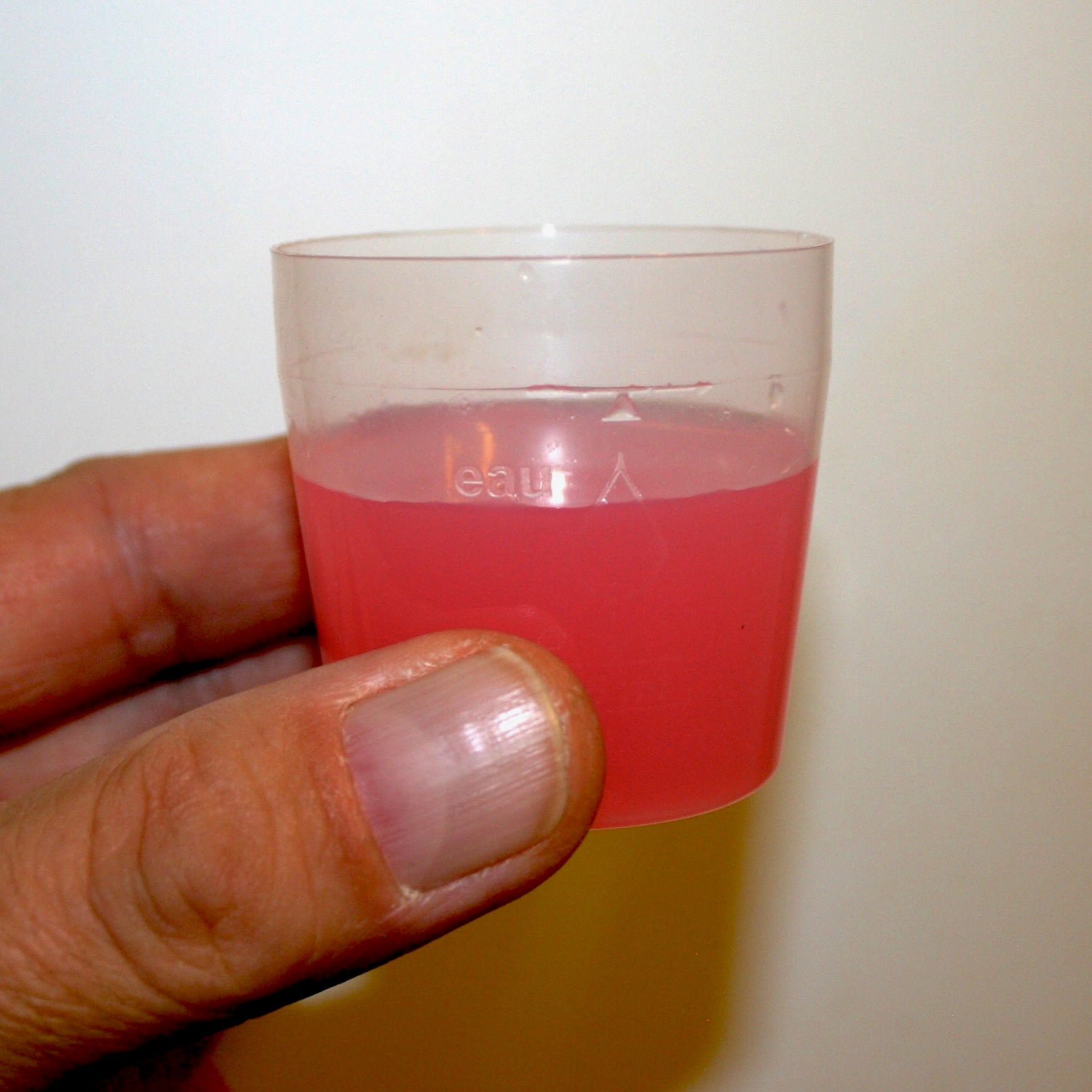
Bain de bouche médicamenteux, dans un bouchon doseur.

Le bain de bouche est l'opération consistant à baigner les dents, les gencives et les muqueuses de la bouche avec une solution, aussi appelé rince-bouche, de manière à améliorer l'hygiène bucco-dentaire notamment comme soin post-opératoire en odonto-stomatologie ou en situation d'infection dentaire, d'inflammation gingivale, de parodontie ou d'autres causes de bouche douloureuse (prothèse dentaire par ex).
Les produits antiseptiques autrefois utilisés en bain de bouche étaient par exemple de l'eau salée, divers types d'infusion de certaines plantes, ou une solution alcaline (de bicarbonate de soude, à 1,4 %, obtenu en dissolvant 2,8 g de poudre de bicarbonate de sodium dans 200 ml d'eau, c'est-à-dire un verre moyen). Des produits médicamenteux plus récents contiennent des désinfectants chimiques plus puissants (ex : chlorhexidine). Ce type de bain de bouche ne doit pas être dégluti, ni utilisé chez des enfants de moins de quatre ans ou qui n'auraient pas acquis les mécanismes d'expectoration nécessaires en cas de déglutition ou de fausse route.

## Hygiène
Certains producteurs de bains de bouche affirment que des rinçages de la bouche antiseptiques, notamment avec de la chlorhexidine, et anti-plaque tuent la plaque bactérienne qui provoque les caries, les gingivites et la mauvaise haleine. 
Des bains de bouche anti-carie comportent du fluorure réputé limiter la dégradation des dents. 
Il est néanmoins généralement admis que l'utilisation du bain de bouche ne remplace pas le brossage des dents avec un dentifrice ni l'utilisation du fil dentaire,,.
Lorsque de l'huile est utilisée, la pratique s'appelle « gandouch ».
À l'attention des immunodéprimés, ou des personnes (un patient sur deux) ayant développé une mucite après une chimiothérapie et/ou une radiothérapie, des bains de bouches spéciaux contenant des antifongiques visent à limiter les risques de mycose buccale . Il s'agit dans certains cas de suspension buvable (bain de bouche à avaler).

## Effets secondaires
Certains bains de bouche peuvent provoquer une coloration passagère des dents ou des lèvres, et éventuellement une altération du goût.
Le principal problème lié à l'utilisation d'un bain de bouche est le déséquilibre de la flore bactérienne lorsqu'il est utilisé de façon prolongée.

### Crédit d'auteurs
- (en) Cet article est partiellement ou en totalité issu de l’article de Wikipédia en anglais intitulé « Mouthwash » (voir la liste des auteurs).